# 블립 (마블 시네마틱 유니버스)
블립(영어: Blip), 데시메이션(Decimation), 스냅(Snap)은 마블 시네마틱 유니버스 (MCU)에 묘사된 주요 허구 사건이다. 2018년 인피니티 스톤을 사용한 타노스가 손가락을 튕겼고 무작위로 선택된 우주의 모든 생명체의 절반이 사라졌다. 2023년 브루스 배너가 다른 시기에 회수한 인피니티 스톤을 사용하여 사라진 생명체들을 되돌아오게 하였다.

## 같이 보기
- 맬서스주의